# Hilschberghaus
Das Hilschberghaus ist eine vom Ortsverein Rodalben des Pfälzerwald-Vereins seit 1979 bewirtschaftete Schutzhütte im Pfälzerwald. Sie befindet sich im Mittleren Pfälzerwald oberhalb des Ortes Rodalben (256 m). Die Hütte liegt in einer Höhe von 336 m. Sie bietet Übernachtungsmöglichkeiten an. Der Name der Hütte leitet sich von dem nahe gelegenen Hilschberg (387,9 m ü. NHN) ab. Mit den anderen Häusern des Pfälzerwaldvereins ist es seit 2021 mit dem Eintrag Pfälzerwaldhütten-Kultur Bestandteil des Immateriellen Kulturerbes in Deutschland der deutschen UNESCO-Kommission.

## Geschichte
Die Grundsteinlegung zum Bau der Hütte erfolgte am 23. Juli 1977. Das Richtfest konnte am 8. Juli 1978 gefeiert werden. Die Betrieb begann am 1. Mai 1979 vor der Fertigstellung der Hütte. Am 26. April 1980 wurde die Einweihung der Hütte gefeiert. Ab 1997 wurde mit dem Bau der Waldklause in den Außenanlagen eine Freizeitanlage für Jugendgruppen geschaffen. Eine Modernisierung der Gästezimmer startete im Jahr 2006. Eine wesentliche Erweiterung der im Fachwerkstil errichteten Hütte erfolgte durch den Anbau eines Wohnturms ab 2015. Nach einem zwischenzeitlichen Baustopp im Jahr 2017 konnte im Jahr 2018 Richtfest gefeiert werden.

## Lage
Das Haus liegt am nördlichen Rand der Gemeinde Rodalben am Südhang des Hilschberges. Vom etwa 80 Höhenmeter über dem Ort gelegenen Haus hat man eine gute Aussicht aus das im Tal der Rodalb sowie auf den gegenüber gelegenen Bruderfelsen. Es existiert eine Zufahrtstraße von der nahegelegenen Landesstraße 482.

## Zugänge und Wanderungen
Die Hütte kann per PKW oder zu Fuß erreicht werden. Es kann als Ausgangs- oder Endpunkt von Etappen des Rodalber Felsenwanderwegs genutzt werden. Pfälzer Weitwanderwege wie der Pfälzer Waldpfad und die Verbindungsroute zwischen Nord- und Südroute der Pfälzer Jakobswege passieren die Hütte. Zudem existieren noch eine Reihe lokale markierte Wanderwege. Benachbarte Hütten des Pfälzerwald-Vereins sind die Gräfensteinhütte, das Waldhaus Starkenbrunnen, das Waldhaus Drei Buchen, die Fritz-Claus-Hütte und die Grieswaldhütte.